# Madácsy István
Madácsy István (Nyíregyháza, 1965–) magyar festő- és grafikusművész.

## Élete
1986 és 1990 között a Bessenyei György Tanárképző Főiskolán elvégezte a rajz-biológia szakot. 1991 és 1996 között a Magyar Képzőművészeti Egyetemen, a képgrafika szakán képezte magát tovább. 1996 és 1998 között részt vett az MKE posztgraduális művészképzésén. 1997-ben a németországi Akademie der Bildenden Künste Nürnberg, Rolf-Gunter Dienst osztályába járt. 1995 és 2001 között a Fiatal Képzőművészek Stúdiójának tagja volt. 1998-tól a Magyar Grafikusművészek Szövetségének tagja.. 2001-2017 között a Nyíregyházi Főiskola Rajz Tanszékén (később: Nyíregyházi Egyetem Vizuális Kultúra Intézet) tanít.
2004-től doktorandusz (DLA) hallgató a Magyar Képzőművészeti Egyetemen, ahol 2010-ben DLA fokozatot szerez. 2009-ben Munkácsy-díjat kap. 2006-tól oktat a Magyar Képzőművészeti Egyetem Grafika Tanszékének Képgrafika specializációján.

## Kiállításai

### Egyéni kiállítások
- 1993 – Művészeti Szakközépiskola, Nyíregyháza
- 1994 – Tiszaújvárosi Galéria, Tiszaújváros
- 1995 – Táncsics Mihály Kollégium, Budapest
- 1998 – Eckermann Kávéház, Budapest
- 1998 – Collegium Budapest, Budapest
- 1999 – Sárospataki Képtár, Sárospatak
- 2002 – Pál Gyula Terem, Nyíregyháza
- 2004 – Óbudai Pincegaléria, Budapest
- 2004 – Miskolci Galéria, Miskolc

### Válogatott csoportos kiállítások
- 1993
  - XVII. Országos grafikai biennálé, Miskolc
- 1994
  - I. Országos Színesnyomat Kiállítás, Szekszárd
  - International Triennal of Graphic Art, Bitola
  - Holocaust kiállítás, Szekszárd
  - VII. Országos Rajzbiennálé, Salgótarján
  - Galerie „Münsterland”, Berlin
  - Nemzetközi Kisgrafikai Kiállítás, Újpest Galéria
- 1995
  - 21st International Triennal of Graphic Art, Ljubljana
  - The First Tokyo International Mini–print Triennal, Tokió
  - Haus Ungarn, Berlin
  - „Gesztus”, MKE, Budapest
  - The 18th International Independante Exhibition, Kanagava
- 1996
  - Germinations 9. Exhibition, Prága, Nizza, Luxembourg
  - XVIII. Országos grafikai biennálé, Miskolc
  - Képzőművészeti Akadémia, Kolozsvár
  - Ludwig Alapítvány Kiállítás, MKE, Budapest
  - Új Stúdiótagok Kiállítása, Duna Galéria, Budapest
- 1997
  - II. Országos Színesnyomat Kiállítás, Szekszárd
  - Képzőművészeti találkozó szalonja, Szabadka
  - Statna Galeria, Besztercebánya
  - Akademie der Bildende Künste, Nürnberg
- 1998
  - XIX. Országos grafikai biennálé, Miskolc
  - „Ház”, a Makói Grafikai Alkotótelep kiállítása, Makó
  - Kortárs magyar grafika, Bytom
  - IX. Országos Rajzbiennálé, Salgótarján
  - A Kőnyomat 200 éve, MKE, Budapest
- 1999
  - Ágy, a Makói Grafikai Alkotótelep kiállítása, Makó
- 2000
  - XX. Országos grafikai biennálé, Miskolc
  - XVII. Egri Akvarell Biennálé, Eger
  - IV. Országos Pasztell Biennálé, Esztergom
  - III. Országos Színesnyomat Kiállítás, Szekszárd
  - Makói mappák, Budapest Galéria Kiállítóháza
  - X. Országos Rajzbiennálé, Salgótarján
- 2001
  - Feketén–fehéren, Műcsarnok, Budapest
  - XIX. Tavaszi Tárlat, Salgótarján
  - Monokróm kiállítás, Nádor Galéria, Budapest
  - XVI. Téli tárlat, Miskolci Galéria
  - Variációk lemezre, Nádor Galéria, Budapest
- 2002
  - Kis Luxus, Galéria IX, Budapest
  - XXI. Nemzeti és Nemzetközi Grafikai Biennálé, Miskolc
  - XVIII. Egri Akvarell Biennálé, Eger
  - Menetközben–Visegrádi grafikák, Szolnok Galéria
  - Hő, a Makói Grafikai Alkotótelep kiállítása, Makó
  - V. Országos Pasztell Biennálé, Esztergom
  - XI. Országos Rajzbiennálé, Salgótarján
  - The Third Central European Biennial of Drawing, Plzeň

## Díjai, kitüntetései
- 1994
  - Szőnyi István grafikai pályázat – I. díj
  - A Barcsay Alapítvány díja
  - A Kulturbund e. V. Berlin ösztöndíja – II. europäisches Grafikpleinair, Berlin
- 1995
  - A Barcsay Alapítvány díja
  - Kondor Béla-díj
  - A Foundation Germinations Europe ösztöndíja: The 9th European Workshop, Delphoi
  - A Walz Alapítvány díja
- 1996
  - A Ludwig Alapítvány ösztöndíja
  - Kondor Béla-emlékérem, XVIII. Országos grafikai biennálé, Miskolc
- 1997
  - Az Akademie der Bildenden Künste Nürnberg ösztöndíja
- 2000
  - Komárom-Esztergom megye Önkormányzatának díja, IV. Országos Pasztell Biennálé, Esztergom
- 2002
  - A MissionArt Galéria díja, XXI. Nemzeti és Nemzetközi Grafikai Biennálé, Miskolc
- 2003
  - A Fővárosi Önkormányzat ösztöndíja, Bécs
- 2004
  - A Nemzeti Kulturális Örökség Minisztériuma díja, XXII. Miskolci grafikai biennálé
  - Magyar Vízfestők Társasága díja, XIX. Országos Akvarell Biennálé, Eger
  - A Római Magyar Akadémia ösztöndíja
- 2009
  - Munkácsy Mihály-díj[1]